# Karola Margraf
Karola Elisabeth Margraf (* 24. August 1965 in Flensburg) ist eine deutsche Politikerin (SPD). Sie ist seit 2025 Abgeordnete des Niedersächsischen Landtags.

## Leben
Margraf wuchs ab ihrem sechsten Lebensjahr im Göttinger Stadtteil Geismar auf, wo sie 1985 an der Georg-Christoph-Lichtenberg-Gesamtschule das Abitur ablegte. Nach ihrem Abitur verbrachte sie ein Auslandsjahr in Annapolis und Washington, D.C. in den Vereinigten Staaten. Daraufhin schloss sie in Göttingen eine Ausbildung zur Übersetzerin ins Englische und Fremdsprachenkorrespondentin ins Französische ab. Anschließend studierte sie an der Hochschule des Bundes für öffentliche Verwaltung in Mannheim. Sie schloss das Studium als Diplom-Verwaltungswirtin (FH) ab. Nach Abschluss ihres Studiums trat sie in die Bundeswehrverwaltung ein. Für die Bundeswehrverwaltung nahm sie verschiedene Funktionen in Hannover und Göttingen wahr. Von 2021 bis zu ihrem Einzug in den Landtag 2025 war sie Leiterin des Karriereberatungsbüro der Bundeswehr in Göttingen.
Margraf ist verheiratet, hat zwei Kinder und lebt im Göttinger Stadtteil Nikolausberg.

## Politik
Margraf ist seit 2003 Mitglied der SPD. Sie ist seit 2006 Mitglied im Ortsrat Nikolausberg und seit 2014 Ortsbürgermeisterin von Nikolausberg. Von 2019 bis 2021 war sie Mitglied des Rats der Stadt Göttingen, von 2020 bis 2021 als Ratsvorsitzende.
Bei der Landtagswahl in Niedersachsen 2022 kandidierte Margraf im Landtagswahlkreis Göttingen-Stadt, verfehlte jedoch zunächst den Einzug in den Landtag. Am 16. Januar 2025 rückte sie über Platz 18 der Landesliste der SPD für den verstorbenen Dennis True in den Landtag nach.

## Mitgliedschaften
Margraf ist Mitglied des Verbands der Beamten und Beschäftigten der Bundeswehr und des Bundeswehr-Sozialwerks. Zudem ist sie Mitglied des Kuratoriums des Max-Planck-Instituts für Multidisziplinäre Naturwissenschaften.